# Великолепная муния
Великоле́пная му́ния (лат. Lonchura spectabilis) — птица семейства вьюрковых ткачиков отряда воробьинообразных.

## Внешний вид
Длина тела 9,5—10,5 см. У самца вся голова, подбородок и горло чёрные, за исключением очень тонкого бледно-серого кольца вокруг глаз. Верх тела красивого светло-орехового цвета. Поясница и надхвостье золотисто-оранжевого цвета. Хвост короткий клиновидный красновато-оранжевый с более тёмной средней парой рулевых перьев и более светлой каёмкой опахал. Крылья коричневые. Грудь белая, на животе и на боках переходит в бледно-жёлтый. Бёдра и нижняя часть боков чёрные. Клюв короткий массивный голубовато-серого цвета, ноги тёмно-серые или черноватые. Самка очень похожа на самца, но окраска на пояснице и хвосте слегка более тусклая, а верхняя часть тела отличается более коричневатым оттенком.
У молодых птиц черноватая «лицевая» часть с небольшим количеством тёмных штрихов на кроющих уха. Затылок, шея и верх тела коричневого цвета, надхвостье желтовато-коричневое. Низ тела желтоватого или белого цвета. Клюв серо-голубой или черноватый.

## Распространение
Обитают только на Новой Гвинее и на островах архипелага Бисмарка.

## Образ жизни
Населяют травянистые саванны, высокотравье с кустарником, освоенные сельскохозяйственные участки. Встречаются в парах и в стайках, иногда до полусотни особей. Очень доверчивая и общительная птичка. Контактная позывка, похожая на звук «джиб», в стайке сливается в высокий, звенящий звуковой фон. Песня самцов звучит в очень высоком регистре, не воспринимаемом человеческим слухом, состоит из высоких щёлкающих звуков и длинных свистов, повторяющихся многократно то с повышением, то с понижением. Питаются семенами разнообразных трав, также употребляют в пищу цветочную пыльцу, которую они собирают с колосьев злаков, и нитевидные водоросли, собираемые с поверхности водоёмов. Отмечена высокая потребность этих птиц в кальции: в начале сезона размножения большие стайки самок спускаются к морским пляжам, где поедают обломки раковин. Образ жизни изучен плохо.

## Размножение
В кладке 4-5 яиц. Насиживание длится около двух недель. Птенцы покидают гнездо в возрасте около трёх недель.

## Содержание
Впервые в Европу эти птицы ввезены в 1933 году и в дальнейшем завозились крайне редко. В Россию попали в 90-х годах XX века.